# Świat nonsensów u Stevensów
Świat nonsensów u Stevensów (ang. Even Stevens) – młodzieżowy serial amerykański. Opowiada o rodzinie Stevensów, którą spotykają najróżniejsze przygody. Serial był kręcony w latach 2000–2003. Łącznie powstało 65 25-minutowych odcinków w trzech seriach, emitowanych przez Disney Channel. W Polsce serial ten był emitowany przez kanał ZigZap. Od 6 lutego 2010 KidsCo emituje pierwszy sezon serialu.
Na podstawie serialu powstał w 2003 pełnometrażowy film, W ukrytej kamerze (The Even Stevens Movie).

## Rodzina Stevensów
- Louis Stevens (Shia LaBeouf) – główny bohater, najmłodszy członek rodziny. Amerykański gimnazjalista obdarzony nieprzeciętnym poczuciem humoru twierdzący, że czasy szkoły to najpiękniejsze czasy w życiu. Posiada bardzo wiele szalonych pomysłów i kiedy tylko można, wciela je w życie.
- Ren Stevens (Christy Carlson Romano) – starsza siostra Louisa, także chodząca do gimnazjum. Inteligentna, piękna i zbierająca same szóstki w szkole „chodząca uczciwość”. Całkowite przeciwieństwo Louisa.
- Donnie Stevens (Nick Spano) – najstarszy z trójki dzieci Stevensów, brat Louisa który nie widzi świata poza sportem. Swego czasu, kiedy był w gimnazjum (teraz jest już pełnoletni) zbierał same nagrody w sporcie i jest z podziwem wspominany przez szkolnego trenera. Jeździ Volkswagenem Garbusem.
- Steve Stevens (Tom Virtue) – ojciec Louisa, głowa rodziny. Jest dobrze zarabiającym prawnikiem.
- Eileen Stevens (Donna Pescow) – matka Louisa, pani senator. Z powodu jej pracy w domu czasami zdarza jej się gościć bardzo ważne osoby w państwie.
- Pookie Stevens, Pan Pookie (Mr Pookie) – pluszowa maskotka Ren. Otrzymała ją, kiedy była małym dzieckiem i do dziś nie może się z nim rozstać. Jest uważany niemal za członka rodziny.

## Inni bohaterowie
- Alan Twitty (Andrew Trauth) – najlepszy przyjaciel Louisa. Jest do niego podobny i realizuje z nim jego szalone pomysły, jest jednak bardziej tchórzliwy i czasami powstrzymuje Louisa od niektórych planów.
- Tawny Dean (Margo Harshman) – przyjaciółka Louisa, później jego dziewczyna. Na początku nie lubiła go i nie była lubiana w klasie, później zmieniła się i zaprzyjaźniła się z nim.
- Tom Gribalski (Fred Meyers) – przyjaciel Louisa. Jest nieśmiały i u większości klasy nielubiany, ale dla Louisa i Alana jest dobrym kumplem. Jest bardzo inteligentny, mimo że nie na to wygląda. W późniejszych odcinkach okazuje się, że perfekcyjnie umie kung fu.
- Bernard ‘Beans’ Aranguren (Steven Lawrence) – młodszy od niego kolega Louisa, który mieszka w domu obok. Przychodzi do domu nieproszony. Jest strasznym obżartuchem, uwielbia smażony boczek i straszny z niego brudas. Na początku Louis i Alan nie lubili go, później, kiedy zaczął pomagać im w wykonywaniu zwariowanych planów, polubili go.
- Larry Beale (Ty Hodges) – wróg Ren niemal tak wspaniały jak ona. Za każdym razem stara się przyłapać Ren na czymś co by ją zniszczyło. Strasznie podlizuje się dyrektorowi. W paru odcinkach dokucza Louisowi.
- Conrad Wexler (George Bell) – czarnoskóry, grubszy dyrektor gimnazjum. Uwielbia Ren i chwali ją na każdym kroku. Daje się łatwo nabrać.
- Ruby Mendel (Lauren Frost) – najlepsza koleżanka Ren. W jednym odcinku zakochała się w Louisie, a Ren za wszelką cenę chciała ją „odkochać”.
- Bobby Deaver (Brandon Davis) – eks-chłopak Ren, jest bardzo przystojny, jednak cichy i skromny. Na początku był miłością Ren, później zerwali ze sobą.

## Wersja polska (lektor)
Wersja polska: TOYA STUDIOS

Tekst: Kamila Goworek

Czytał: Wojciech Najda

## Spis odcinków
| N/o            | Polski tytuł          | Angielski tytuł                       |
| -------------- | --------------------- | ------------------------------------- |
|                |                       |                                       |
| SERIA PIERWSZA |                       |                                       |
|                |                       |                                       |
| 01             | Wymiana               | Swap.com                              |
|                |                       |                                       |
| 02             | Geny Stevensów        | Stevens Geners                        |
|                |                       |                                       |
| 03             | Dzięki Siostro        | Take My Sister... Please              |
|                |                       |                                       |
| 04             | Co zrobi idolka?      | What’ll Idol Do?                      |
|                |                       |                                       |
| 05             | Wszystko przez Yvette | All About Yvette                      |
|                |                       |                                       |
| 06             | Rozdarty Louis        | Louis in the Middle                   |
|                |                       |                                       |
| 07             | Jadłodzilla           | Foodzilla                             |
|                |                       |                                       |
| 08             | Piknik rodzinny       | Family Picnic                         |
|                |                       |                                       |
| 09             | Dzień gnoma           | Scrub Day                             |
|                |                       |                                       |
| 10             | Łatwizna              | Easy Way                              |
|                |                       |                                       |
| 11             | Szpiedzy i tajemnice  | Secrets and Spies                     |
|                |                       |                                       |
| 12             | Wojna czekoladowa     | Deep Chocolate                        |
|                |                       |                                       |
| 13             | Po godzinach          | After Hours                           |
|                |                       |                                       |
| 14             | Bitwa zespołów        | Battle of the Bands                   |
|                |                       |                                       |
| 15             | Do licha ze świętami  | Heck of a Hanukkah                    |
|                |                       |                                       |
| 16             |                       | Luscious Lou                          |
|                |                       |                                       |
| 17             | Do roboty             | Get a Job                             |
|                |                       |                                       |
| 18             | Filmowe szaleństwo    | Movie Madness                         |
|                |                       |                                       |
| 19             | Król parkietu         | Strictly Ballroom                     |
|                |                       |                                       |
| 20             | Prawie ideał          | Almost Perfect                        |
|                |                       |                                       |
| 21             | Trudne początki       | A Weak First Week                     |
|                |                       |                                       |
| SERIA DRUGA    |                       |                                       |
|                |                       |                                       |
| 22             |                       | Starstruck                            |
|                |                       |                                       |
| 23             |                       | Shutterbugged                         |
|                |                       |                                       |
| 24             |                       | Duck Soup                             |
|                |                       |                                       |
| 25             |                       | Quest for Coolness                    |
|                |                       |                                       |
| 26             |                       | Secret World of Girls                 |
|                |                       |                                       |
| 27             |                       | Broadcast Blues                       |
|                |                       |                                       |
| 28             |                       | Thin Ice                              |
|                |                       |                                       |
| 29             |                       | Head Games                            |
|                |                       |                                       |
| 30             |                       | Love and Basketball                   |
|                |                       |                                       |
| 31             |                       | Devil Mountain                        |
|                |                       |                                       |
| 32             |                       | Wild Child                            |
|                |                       |                                       |
| 33             |                       | Easy Crier                            |
|                |                       |                                       |
| 34             |                       | A Very Scary Story                    |
|                |                       |                                       |
| 35             |                       | Sibling Rivalry                       |
|                |                       |                                       |
| 36             |                       | Sadie Hawkins Day                     |
|                |                       |                                       |
| 37             |                       | Wombat Wuv                            |
|                |                       |                                       |
| 38             |                       | Uncle Chuck                           |
|                |                       |                                       |
| 39             |                       | The Thomas Gribalski Affair           |
|                |                       |                                       |
| 40             |                       | Ren-Gate                              |
|                |                       |                                       |
| 41             |                       | Tight End in Traction                 |
|                |                       |                                       |
| 42             |                       | Influenza: The Musical                |
|                |                       |                                       |
| 43             |                       | Gutter Queen                          |
|                |                       |                                       |
| SERIA TRZECIA  |                       |                                       |
|                |                       |                                       |
| 44             |                       | The Kiss                              |
|                |                       |                                       |
| 45             |                       | Where in the World Is Pookie Stevens? |
|                |                       |                                       |
| 46             |                       | My Best Friend’s Girlfriend           |
|                |                       |                                       |
| 47             |                       | Your Toast                            |
|                |                       |                                       |
| 48             |                       | Band on the Roof                      |
|                |                       |                                       |
| 49             |                       | Little Mr. Sacktown                   |
|                |                       |                                       |
| 50             |                       | Raiders of the Lost Sausage           |
|                |                       |                                       |
| 51             |                       | Close Encounters of the Beans Kind    |
|                |                       |                                       |
| 52             |                       | Short Story                           |
|                |                       |                                       |
| 53             |                       | Hutch Boy                             |
|                |                       |                                       |
| 54             |                       | Hardly Famous                         |
|                |                       |                                       |
| 55             |                       | The King Sloppy                       |
|                |                       |                                       |
| 56             |                       | Boy on a Rock                         |
|                |                       |                                       |
| 57             |                       | Dirty Work                            |
|                |                       |                                       |
| 58             |                       | The Big Splash                        |
|                |                       |                                       |
| 59             |                       | Beans on the Brain                    |
|                |                       |                                       |
| 60             |                       | Snow Job                              |
|                |                       |                                       |
| 61             |                       | Stevens Manor                         |
|                |                       |                                       |
| 62             |                       | Model Principal                       |
|                |                       |                                       |
| 63             |                       | Surf’s Up                             |
|                |                       |                                       |
| 64             |                       | In Ren We Trust                       |
|                |                       |                                       |
| 65             |                       | Leavin’ Stevens                       |
|                |                       |                                       |
| FILM           |                       |                                       |
|                |                       |                                       |
| F1             | W ukrytej kamerze     | The Even Stevens Movie                |
|                |                       |                                       |